# Marina Constantinescu
Marina Constantinescu (n. 22 septembrie 1966, București, România) este critic de teatru, scriitor, realizator și moderator TV din România. 
Este îndeosebi cunoscută drept realizatoare a emisiunii Nocturne, începută în anul 2001 sub numele Nocturna arenelor la TVR. Despre această emisiune ea a declarat:
„Fiecare amănunt este gândit, studiat, întors pe toate fețele, așa că în cele bune și în cele rele emisiunea mă reprezintă la modul absolut ”

## Studii
- Absolventă a Facultății de Filologie - Litere, Universitatea București, studii aprofundate (română-germană);
- Liceul de matematică - fizică “ I.L.Caragiale.” București - secția matematică-fizică

## Activitate profesională
- Din 1992, colaborator al suplimentului LAI (Ziarul Cotidianul) și al revistei „România Literară”, unde debutează cu cronica dramatică.
- 1992 co-realizator și prezentator al emisiunii “Limba noastră”. TVR 1
- Din 1993, angajată redactor la România Literară, unde susține săptămînal cronica dramatică.
- Din același an, membru UNITER, cronicar dramatic (cu rubrică saptamanală, permanentă, la invitația lui Gelu Ionescu) și al postului Radio Europa Liberă.
- 1993 Bursa de studii la Universitatea din Chicago
- 1995 -  șef secție – arte la România Literară, membru al secției române a Asociației Internaționale a Criticilor de Teatru, două mandate în biroul de conducere a secției române, organizator la Sibiu al colocviului Internațional și al seminarului internațional  pentru tinerii critici de teatru, cu participarea a numeroase personalități.
- 1998 – selecționer unic și director al Festivalului Dramatugiei Românești de la Timișoara; Invitat să țină cursul Tipuri de cronică dramatică la Universitatea de Vest Timișoara.
- 1996 și 2000, profesor invitat la Academia de Teatru de la Limoges condusă de Silviu Purcărete; două cursuri: “Istoria cenzurii” și “Istoria teatrului și a spectacolului de după cel de-al doilea razboi mondial și până astăzi, în Europa Centrală și de Est”;
- 2000 este realizatorul emisiunii “Cabina de montaj” la TVR 1. 12 ediții, 12 intalniri cu mari nume: Victor Rebengiuc, Andrei Șerban, Ștefan Iordache, Rodica Tapalagă, Mariana Mihuț, Ion Caramitru, Mircea Diaconu, Virgil Ogășanu, Coca Bloos, Irina Petrescu.
- 2001-2002 - profesor invitat la U.N.A.T.C. – cursul “Drumul de la text la spectacol. Fenomenul receptării și interpretătrii textului în variante regizorale, scenografice, actoricești”;
- Colaborator la reviste de specialitate naționale și internaționale, dezbateri, conferințe, emisiuni de radio si televiziune;
- 2001 realizatorul emisiunii « NOCTURNA ARTELOR » la TVR 1
- Din 2002, realizatorul emisiunii « NOCTURNE » la TVR 1, cel mai important talk show cultural
- Diectorul artistic și selecționer unic al Festivalului Național de Teatru I.L.Caragiale edițiile 2005, 2006,2007. Festivalul devine un brand, capată anvergură și i se adaugă, pentru prima dată, o componentă internatională
- Din 2014 revine ca selectioner și director artistic al Festivalului Național de Teatru (FNT)[3] până în 2019.

## Activitate publicistică
- Din 1992 este cronicar dramatic și redactor al revistei „România literară", unde semnează săptămînal rubrica de teatru[4]
- 1996 – la Editura Nemira, publică prima carte “Danaidele – istoria unui spectacol”, primită elogios de specialisti și de iubitorii de teatru din România și din lume (cartea a fost publicată în limba franceză, în traducerea Micaelei Slăvescu);
- 1996 – volumul “A fost odată în România” – capitolul despre fenomenul teatral în post-comunism din antologia internațională (publicată în America), consacrată artei spectacolului în țările din Europa Centrală și de Est după caderea Zidului Berlinului;
- Din 2009 scrie articole de cultură pentru Jurnalul Național
- Numeroase studii, eseuri, proză scurtă, publicate în România și în strainatate despre fenomenul teatral și complexitatea lui;

## Premii
- 1995 – nominalizată la Premiul UNITER pentru cel mai bun critic de teatru
- 1995 - Premiul Tofan pentru o tânara speranță a teatrului românesc
- 1997  - premiul UNITER pentru “Cel mai Bun Critic de Teatru”
- 2004 – Premiul revistei Cuvîntul la secțiunea cea mai bună emisiune culturală pentru emisunea Nocturne de la Tvr 1
- 2010 - Marele premiu al Galei APTR, pentru emisiunea Nocturne[5]
- 2018 – Premiul Președintelui pentru anvergura națională și internațională a Festivalului Național de Teatru ediția din 2017
- 2018 – Este decorată de Președintele României cu Ordinul Meritul Cultural în Grad de Cavaler
- 2020 – Premiul de Excelență  al UNITER pentru calitatea excepțională a ultimelor șase ediții ale Festivalului Național de Teatru
- 2020 – Premiul Academiei Române «Aristitza Romanescu »

### Interviuri
- Astăzi este ziua ta – Marina Constantinescu
- Marina Constantinescu: Nu aduci pe lume un copil pentru tine. Il aduci pentru el!, 8 martie 2010, Alice Nastase, Revista Tango
- Marina Constantinescu : „Valorile sunt călăuzele noastre“
- Marina Constantinescu - "Nu am mizat nici pe zambet, nici pe strungareata. Am fost crescuta sa cred in consistenta lucrurilor", Delia Hanzelik, Formula AS - anul 2011, numărul 993
- Revista Tango — Luca este miza vieții mele, singurul copil, un miracol - interviu cu Marina Constantinescu luat de Alice Năstase Buciuta - 17 martie 2018, 22:24